# Tarka nádtippan
A tarka nádtippan (Calamagrostis varia) az egyszikűek (Liliopsida) osztályának perjevirágúak (Poales) rendjébe, ezen belül a perjefélék (Poaceae) családjába tartozó védett növény, reliktum faj.

## Leírása
30–80 cm magas, laza bokros, védett fűfélénk. Szalmaszárú növény, A levelek erezete párhuzamos. 
A virágzat dúsan elágazó buga, a füzérkék sárgás- vagy vörösesbarnák. A toklász tövénél lévő szőrök, legalább toklász feléig érnek. A toklász szálkája másfélszer hosszabb a toklásznál, alig áll ki a pelyvák közül, a belső és a külső toklász megközelítőleg egyforma hosszú, a pelyva keskeny kihegyezett csúcsú. Júliustól szeptemberig virágzik.

## Élőhelye
Bükkelegyes erdőkben, karszt-, szikla- és karsztbokorerdőkben, mészkedvelő erdeifenyvesekben fordul elő. Állományai megjelennek a Pilis, a Budai-hegység, a Vértes, a Bakony és a Balaton-felvidék sziklás északi lejtőin. 
A Bükk-vidéken csupán kis kiterjedésű, de a rajta kialakult sziklagyepek annál fontosabbak, növényzetük egyedi megjelenése miatt. A legértékesebb társulása a tarka nyúlfarkfüves-sziklagyep (Calamagrostio-Seslerietum variae), amelynek csak egyetlen előfordulása ismert a hegységben, és amelyben az alpin-subalpin névadó fűfélék közül a tarka nyúlfarkfű (Sesleria albicans) és tarka nádtippan (Calamagrostis varia) a gyepalkotó.